# Jacobus A. Bruwer
Jacobus Albertus Bruwer est un astronome sud-africain. Le Minor Planet Center le crédite de la découverte de 4 astéroïdes effectuée entre 1953 et 1970.

| Astéroïdes découverts : 4 | Astéroïdes découverts : 4 |
| ------------------------- | ------------------------- |
| (1658) Innes              | 13 juillet 1953           |
| (1660) Wood               | 7 avril 1953              |
| (1794) Finsen             | 7 avril 1970              |
| (3284) Niebuhr            | 13 juillet 1953           |

L'astéroïde (1811) Bruwer a été nommé en son honneur.